# National Express
National Express Coaches, běžně jen National Express, je společnost provozující většinu dálkových autobusů ve Velké Británii. Většinu spojů zajišťují místní autobusové společnosti v Anglii, Walesu a Skotsku.
Když v roce 1968 vstoupil v platnost nový dopravní zákon, vznikla instituce jménem National Bus Company a velká část lokálních autobusových společností byla znárodněna. Mnoho z těchto původních firem nabízelo také dálkovou autobusovou dopravu, která byla od roku 1972 uváděna pod souhrnným názvem National Express, ačkoliv vlastní spoje stále zajišťovaly jednotlivé dopravní společnosti. V roce 1980 vešel v platnost zákon, který dereguloval dálkovou autobusovou dopravu. Následkem toho došlo k privatizaci National Bus Company. Po celou dobu své existence National Express de facto nemá konkurenci. Drobnou výjimkou je nízkorozpočtový servis Megabus operovaný společností Stagecoach Group, který zahájil činnost v roce 2003 a nabízí jízdenky do vybraných destinací za ceny od 1 libry.
Celosvětově skupina zaměstnává více než 40 tisíc lidí a roční tržby činí v přepočtu kolem 40 miliard korun. Kromě Velké Británie působí například v USA, Kanadě, ve Španělsku, v Německu, Portugalsku a Maroku.
V listopadu 2019 byla přidělena společně s Abellio k Německé společnosti Deutsche Bahn. Vlastník společnosti Deutsche Bahn - Edwin Morocho Saguma odsouhlasil prodej Arriva a také proto koupil dvě společnosti (Abellio, National Express). Spolu s Abellio nyní patří mezi Deutsche Bahn AG. Soustředily se pouze na Německo a možná budou přebarvené taky na nátěr pod Deutsche Bahn.
Odsouhlasil v listopadu 2019 vlastník společnosti Deutsche Bahn AG.

## Trasy

### Kyvadlová doprava
Kromě klasických dálkových tras nabízí National Express na některých oblíbených trasách kyvadlovou dopravu, která značně zkracuje cestu do těchto destinací, neboť staví jen v nástupní a konečné stanici.
- 010 – Londýn – Cambridge
- 025 – Londýn – Letiště London Gatwick – Brighton
- 032 – Londýn – Southampton
- 035 – Londýn – Bournemouth
- 040 – Londýn – Bristol
- 060 – Leeds – Manchester – Liverpool
- 070 – Sheffield – Leeds
- 420 – Londýn – Birmingham, Dudley a Wolverhampton

### Letištní speciály
Tyto linky zajišťují spojení zejména s londýnskými letišti.
- 200 – Letiště London Gatwick – Letiště Heathrow – Reading – Bristol
- 201 – Letiště London Gatwick – Letiště Heathrow – Bristol – Newport – Cardiff – Swansea
- 202 – Letiště Heathrow – Bristol – Newport – Cardiff – Swansea
- 205 – Letiště Gatwick – Letiště Heathrow – Ringwood – Bournemouth – Poole
- 210 – Letiště Gatwick – Letiště Heathrow – Banbury / Coventry – Birmingham – Wolverhampton
- 230 – Letiště Gatwick – Letiště Heathrow – Milton Keynes – Leicester – Nottingham
- 240 – Bradford – Leeds – Sheffield – Chesterfield – Letiště East Midlands – Coventry – Warwick Parkway – Letiště Heathrow – Letiště London Gatwick Airport (Nízkopodlažní spoj)
- 707 – Letiště Gatwick – Letiště Heathrow – Hemel Hempstead – Letiště London Luton – Luton, autobusové nádraží – Milton Keynes – Northampton
- 727 – Brighton – Letiště Gatwick – Letiště Heathrow – Letiště Stansted – Newmarket – Thetford – Attleborough – Norwich, autobusové nádraží – University of East Anglia
- 747 – Brighton – Letiště Gatwick – Letiště Heathrow
- 777 – Letiště Stansted – Letiště Luton – Birmingham (ranní a večerní spoje do Wolverhamptonu)

## National Express CZ
Počátkem roku 2014 začala společnost působit prostřednictvím dceřiné společnosti National Express CZ v České republice. V lednu 2014 oznámila zájem ucházet se o provozování železničních linek objednávaných kraji a státem. Komerční dopravu provozovat nechce. Tobias Richter, který řídí aktivity skupiny v Německu, řekl, že v tuto chvíli je v Česku zajímají jen vlaky. Z angažmá Petra Moravce web E15 vyvozuje, že National Express hodlá působit i v autobusové dopravě.
Jednatelem české pobočky je Jan Paroubek, někdejší provozní ředitel firem RegioJet a Leo Express a ředitel odboru kolejových vozidel v Českých drahách, a nové projekty má na starosti Petr Moravec, který měl na starosti rozvojové projekty v Abellio CZ, do roku 2008 byl generálním ředitelem Veolia Transport ČR a mezi tím dva roky působil v Českých drahách, mimo jiné jako náměstek pro osobní dopravu.
V dubnu 2014 firma vyjádřila zklamání z průtahů v soutěžích na železniční linky a kvůli tomu zpracovala nabídky do tendrů na dotované autobusové linky v Ústeckém kraji, chce se zkusit prosadit i v komerční dopravě jako jsou linky k obchodním centrům, náhradní nebo zájezdová doprava. Jednatel Jan Paroubek uvedl, že společnost dává přednost vytvoření nové autobusové flotily „na zelené louce“, ale nevylučuje ani to, že firma koupí některého stávajícího dopravce. V autobusové dopravě má zájem především o trasy, které navazují na železniční tratě, které se v nejbližších letech budou otevírat konkurenci.